# 黄礁岛
28°27′58″N 121°39′26″E / 28.46618249368832°N 121.65723323822021°E
黄礁岛是浙江省台州市路桥区近海的一个岛屿，面积2.04平方公里，岛上最高峰为天灯盏山，海拔173.5米。行政上属于金清镇管辖，并设有黄海村、山头村、长大古村3个村。3个村户籍人口约有2千，但因交通不便大部分人口已经迁移到金清集镇，实际居住人口不多。